# Oribatula nativa
Oribatula nativa är en kvalsterart som beskrevs av Tseng 1984. Oribatula nativa ingår i släktet Oribatula och familjen Oribatulidae. Inga underarter finns listade i Catalogue of Life.